# Jonasz Kazański
Jonasz, imię świeckie: Joann Zastolski (zm. po 1563) – święty mnich prawosławny.
Szczegóły jego biografii są nieznane. W momencie wyjazdu arcybiskupa Guriasza do nowo powstałej eparchii kazańskiej Joann Zastolski towarzyszył mu, będąc najpewniej już jego uczniem duchowym. Mimo że nie wstąpił jeszcze do monasteru, prowadził życie zbliżone do trybu życia mnichów. Wychowywał samotnie syna Nestora, który również naśladował życie arcybiskupa Guriasza i został zakonnikiem w monasterze Chrystusa Zbawiciela i Przemienienia Pańskiego w Kazaniu, przyjmując imię Nektariusz. Szybko jednak zmarł; po jego śmierci również Joann wstąpił do tego monasteru, otrzymując imię Jonasz. Przed śmiercią prosił o możliwość pochówku obok grobu zmarłego w 1563 arcybiskupa Guriasza, w kaplicy, jaką wzniósł nad jego grobem na terenie monasteru. W tym samym miejscu spoczywał również jego syn.
W 1595 grób arcybiskupa Guriasza został otwarty. Według tradycji odnaleziono wówczas nie tylko nierozłożone ciało hierarchy, ale i mnichów Jonasza i Nektariusza, których w konsekwencji kanonizowano.